# 藤谷美紀 天使はフ・ジ・ミ
藤谷美紀 天使はフ・ジ・ミ（ふじたにみき てんしはフジミ）は、1988年10月から1991年3月まで放送されていたラジオ番組。

## 概要
本番組が始まった年の前年、1987年に第1回全日本国民的美少女コンテストでグランプリを受賞して芸能界デビューした藤谷美紀の初の単独メインパーソナリティ番組。本番組はキー局を持たない、番組制作会社制作の番組で番版番組。ネット放送されていたのは親局の出力が5〜20kwの各地方局のみであった。番組タイトルのうち「フジミ」とは、藤谷の新人時代の公式ニックネームである。
番組に届くはがきの送り主やリスナー層は15歳前後が中心で、上限は大学生くらいだったが、30代の人からはがきが届いたこともあったという。藤谷と同世代の女子リスナーからのはがきも増え、1989年10月頃の時点でのリスナー男女比は男性7割、女性3割の比率だったと報告されている。
リスナーから送られて来たはがきの中で傑作と判断されたはがきに、番組のノベルティとして藤谷直筆のサイン入り「クラス会員ハガキ」が贈られていたことがあった。
本番組のオープニング曲は、カイリー・ミノーグのアルバム『ラッキー・ラヴ』収録曲『Love At First Sight』、エンディング曲は藤谷のアルバムCD『ファンデーション』（1988年8月25日発売、ワーナーパイオニア）収録曲『リバーサイドの少年』（いずれも1989年8月当時）。

## コーナー
フジミ劇場
- 1989年中に自然発生的に始まったというオープニングコントのコーナー。最初は特にコーナー名は付いていなかったが、藤谷本人の意向でフジミ劇場というコーナー名が付き、コーナー名が付いたあたりの頃から、リスナーからコントを募集するようになった[4]。

みんながフジミになっちゃうコーナー
- リスナーから「これは元気が出る」という曲のリクエストを募集[5]。J-POPから演歌まで何でも受け付けていた。演歌では北島三郎の『平成音頭』がかかったことがある[1]。

ダジャレリクエスト
- 上記『みんながフジミになっちゃうコーナー』に対して出来たコーナーで、1989年12月頃スタート。こちらでは、より面白くて変なリクエストを募集していた[6]。

変な先生
- 変わった学校の先生だけではなく、周りや身近の「少し変わった人」のレポートも募集していた[7]。採用者が推薦してくれた学校の先生にも表彰状が進呈された[2]。

もっとステキになりたい
- 「もしも美紀ちゃんがドラマで男の子の役をやるとしたらどんな格好が似合うか」など週替わりのテーマを設け、これらのテーマに似合うシチュエーションをリスナーが考える。一度終了したが、1989年7月に復活[8]。

あぶない同級生 → あぶない一般人
- リスナーの周りにいる変な人物を報告してもらい、紹介していた[1]。その後1990年1月頃から、同級生など身近な人物に限らず情報を募集するということで「あぶない一般人」にコーナー名を改題。子供からお年寄りまで変な人物の情報を募集、写真やカセットテープを使った情報も受け付けていた[9]。

お誕生日コーナー
- 自分や家族や友人、自分に近い人らの誕生日を祝って欲しいと寄せられた中から選ばれた人に、本番組に属する「天フジ合唱団」が歌って祝ってくれるというコーナー。1989年11月頃スタート[10]。

エンジェル・スクール
- このコーナーでは、藤谷が“校長”となって進行。お気に入りの本や詩、小説などを紹介、リスナーからのお勧めの本も紹介していた「国語の時間」、懐かしい音楽や思い出の曲を紹介していた「音楽の時間」など“科目”ごとにコーナー内のパートが設けられていた[11]。入学を認められたリスナーには、藤谷自らデザインした「エンジェルスクール学生証」が贈られた[9]。

タージャマハール・ミキの手相教室
- 上記「エンジェルスクール」からの派生コーナーで、1990年5月頃スタート。リスナーからは自分の手のひらのコピーまたは写真を募集、仕事、健康、恋愛、結婚などあらゆる悩み事に天才手相師を名乗る「タージャマハール・ミキ」が診断して答えを出していた[11]。

月イチクイズ
- 月に1回クイズを出題するコーナー。正解者の中から抽選で選ばれたリスナーに藤谷の宣材グッズ、CD、ポスターにサインを入れてプレゼントされた[1]。

## ネット局
| 局名       | 1988年10月 - 1989年3月                   | 1989年4月 - 1989年9月 | 1989年10月 - 1990年3月 | 1990年4月 - 1990年9月 | 1990年10月 - 1991年3月 |
| ---------- | ---------------------------------------- | --------------------- | ---------------------- | --------------------- | ---------------------- |
| 茨城放送   | 日曜12:00 - 12:30 （1988年11月13日から） | 火曜23:00 - 23:30     | →                      | →                     | →                      |
| 山梨放送   |                                          |                       | 水曜21:00 - 21:30      |                       | 日曜22:00 - 22:30      |
| 静岡放送   | 土曜24:00 - 24:30 （1988年12月から）     |                       |                        |                       |                        |
| 福井放送   |                                          | 日曜16:30 - 17:00     | 土曜18:30 - 19:00      |                       | 土曜18:30 - 19:00      |
| ラジオ関西 | 日曜 19:00 - 19:30 （1989年1月から）     | 土曜22:00 - 22:20     |                        |                       |                        |
| 山陽放送   | 土曜25:30 - 26:00                        | →                     | →                      |                       |                        |
| 熊本放送   | 火曜21:30 - 22:00                        | 火曜24:25 - 24:55     | 火曜21:30 - 22:00      | 火曜22:00 - 22:30     |                        |
| 宮崎放送   | 木曜24:00 - 24:30                        | →                     | →                      | →                     |                        |

（「→」は、放送曜日・時間帯変更なし、網掛け枠は放送なし）
（参考：ラジオ新番組速報版（三才ブックス）1988年秋号、1989年春号、1989年秋号、1990年春号、1990年秋号　各局番組表、「ネット局一覧表」）